# التجمع الوطني للفيزيائيين من أصل اسباني
تأسست الجمعية الوطنية للفيزيائيين من أصل إسباني (NSHP) في عام 1996 بهدف تعزيز مشاركة وتقدم الأمريكيين من أصل إسباني في الفيزياء والاحتفاء بإسهامات علماء الفيزياء من أصل إسباني في دراسة وتدريس الفيزياء.

## تاريخ موجز
مُنحت منحة من مؤسسة سلون لجمعية عموم أمريكا للفيزياء لتأسيس الجمعية الوطنية للفيزيائيين من أصل إسباني (NSHP). عقد الاجتماع التأسيسي للجمعية في أوستن في جامعة تكساس في أبريل 1996 وعقد الاجتماع السنوي الأول في هيوستن، تكساس في أكتوبر 1997.
عُقدت ورشة العمل الأمريكية المكسيكية حول تدريس الفيزياء التمهيدية، وهي أول مشروع رئيسي تنفذه الجمعية، في وقت لاحق من ذلك العام في مونتيري، المكسيك. كان المشروع عبارة عن مشروع مشترك ثنائي اللغة بين NSHP و معهد مونتيري للتكنولوجيا والتعليم العالي لاستكشاف أهداف تسلسل الفيزياء التمهيدية والتطورات التربوية الأخيرة لتحقيق هذه الأهداف. تم نشر The Hispanic Physicist، النشرة الإخبارية الرسمية لـ NSHP، منذ عام 1997.
يلتقي NSHP بالاشتراك مع الجمعيات الأخرى التي تنظم الجلسات، وتستضيف الوظائف الاجتماعية، وتعزز المناقشات حول قضايا التنوع والشمول في مجتمع الفيزياء، وتقدر إنجازات طلاب الفيزياء وأعضاء هيئة التدريس من أصل إسباني
اجتمعت الجمعية الوطنية للفيزيائيين من أصل إسباني سنويًا مع جمعية النهوض بالشيكانوس والأمريكيين الأصليين في العلوم (SACNAS) منذ عام 1997 ومرتين مع الجمعية الأمريكية لمدرسي الفيزياء (AAPT) (في أوستن، تكساس في عام 2003 وألبوكيرك، نيو مكسيكو. في 2005). بالإضافة إلى ذلك، اجتمع NSHP في اجتماعات مقطعية للجمعية الفيزيائية الأمريكية (APS) والجمعية الفلكية الأمريكية (AAS). في الآونة الأخيرة، اجتمعت الجمعية سنويًا مع الجمعية الوطنية للفيزيائيين السود.
تم تأسيس المنظمة تحت مظلة اتحاد أبحاث الجامعات الجنوبية الشرقية (SURA) في أغسطس 2014. 

## المهمة والأهداف
الغرض من هذا المجتمع هو تعزيز الرفاهية المهنية والاعتراف بإنجازات علماء الفيزياء من أصل إسباني داخل المجتمع العلمي للولايات المتحدة وداخل المجتمع ككل.
تسعى الجمعية إلى تطوير ودعم الجهود الرامية إلى زيادة فرص ذوي الأصول الأسبانية في الفيزياء وزيادة عدد الممارسين للفيزياء من أصل إسباني، لا سيما من خلال تشجيع الطلاب من أصل إسباني على دخول مهنة في الفيزياء.
... من دستور الجمعية الوطنية للفيزيائيين من أصل إسباني ، 1997
تتابع الجمعية مهمتها من خلال أربعة أنشطة واسعة للغاية.
1) تشجيع دراسة الفيزياء بين الطلاب ذوي الأصول الأسبانية. ويشمل ذلك تشجيع الطلاب وإرشادهم عند الاقتضاء، وتطوير الموارد للدراسة الجامعية والبحث والمشاركة في المجتمع العلمي.
2) تحديد والتبشير بإنجازات أعضاء هيئة التدريس والطلاب في مجال الفيزياء من أصل إسباني في البحث والتدريس والدراسة والتوجيه والتوعية.
3) توفير منتدى يمكن من خلاله لأعضاء هيئة التدريس والطلاب ذوي الأصول الأسبانية الاجتماع معًا والاحتفال ليس فقط بالسعي والعاطفة للعلم ولكن أيضًا بمشاركة ثقافة غنية ونابضة بالحياة.
4) العمل مع مجتمع الفيزياء الأكبر كمعلمين وأعضاء هيئة تدريس وإداريين ومجتمعات يعملون على تحويل مجتمع الفيزياء إلى مجتمع أكثر شمولاً وتنوعًا. يتضمن هذا العمل الانضمام إلى مجتمعات أخرى، وتطوير الموارد، وإبراز الممارسات والبرامج الفعالة.